# Estero de Patiño
El estero de Patiño era un estero o humedal que se encontraba ubicado en el cauce del río Pilcomayo en el Departamento de Presidente Hayes en la zona de la frontera sur de Paraguay con Argentina. La zona en la cual se encontraba el mismo se encuentra a 107 m s. n. m. Su nombre hace honor al padre Patiño un sacerdote misionero que recorrió la zona hacia 1721.
La Comisión Mixta Argentina Paraguaya de límites estableció en 1906 que se iniciaba a los 24°00′34″S 60°20′00″O / -24.00944, -60.33333 en la hoy seca laguna Parantina. La continuidad del Pilcomayo se daba mediante esteros hasta la formación de los brazos Sur y Norte del Pilcomayo inferior. La laguna Parantina daba origen al río Confuso, que desagua en el río Paraguay, alimentando también el estero Patiño al riacho Porteño.
El estero abarcaba unos 1.500 km². El mismo se extendía por unos 100 km en cercanías del río Pilcomayo, su ancho era de 2 a 5 km. Una serie de riachos se formaban a partir del estero, tales como el Tala y el Harreta.  El terreno pantanoso estaba poblado por totora, junco y otras especies de plantas acuáticas, y en sus márgenes había bosquecillos de algarrobo.
A principios del siglo XXI el estero ha desaparecido producto de los procesos de sedimentación del río. Ese mismo cambio de cauce es el que ha dado origen al bañado La Estrella, que se ha formado en territorio argentino, y que nace unos 140 km aguas arriba de donde nacía el Estero Patiño.